# Rivière Iserhoff Nord
Rivière Iserhoff Nord är ett vattendrag i Kanada.   Det ligger i provinsen Québec, i den östra delen av landet, 500 km norr om huvudstaden Ottawa.
I omgivningarna runt Rivière Iserhoff Nord växer i huvudsak blandskog. Trakten runt Rivière Iserhoff Nord är nära nog obefolkad, med mindre än två invånare per kvadratkilometer.